# Saint-Étienne-au-Mont
Saint-Étienne-au-Mont is een gemeente in het Franse departement Pas-de-Calais (regio Hauts-de-France). De plaats maakt deel uit van het arrondissement Boulogne-sur-Mer. Saint-Étienne-au-Mont telde op 1 januari 2022 5.051 inwoners.
De belangrijkste kernen van de gemeente zijn Pont-de-Briques en Écault. Pont-de-Briques omvat onder meer ook de wijk Audisque.

## Geschiedenis
In de oudheid zou rond het begin van de jaartelling een brug over de Liane gebouwd zijn, iets stroomafwaarts van Isques, waar later Pont-de-Briques zou ontstaan. De Romeinse weg tussen Amiens en Boulogne-sur-Mer liep langs hier.
In 1121 werd het plaatsje vermeld als Sanctus Stephanus; en in 1278 als Le Moustier Saint-Estevene, genoemd naar Stefanus, de eerste christelijke martelaar, en naar de ligging van de oude kern op de hoogte. Ook het gehucht Écault werd reeds in 1109 vermeld als Hecout. De naam Pont-de-Briques verscheen reeds in 1278 als Pont de Brike. Ook de naam Audisque werd al in de 12de eeuw genoemd.
Op de 18de-eeuwse Cassinikaart is de plaats aangeduid als St. Etienne au Mont les Boulognes, gelegen op de heuvel. De kaart toont ook ten zuidwesten het gehucht Ecaux, ten oosten in de vallei het gehucht Audisque, en ten noordoosten op de oversteek over de Liane de plaats Pt. de Brique.
In de revolutionaire periode op het eind van de 18de eeuw, toen men religieuze verwijzingen wou verbannen uit plaatsnamen, kreeg Saint-Étienne even de seculiere naam Audisque, genoemd naar het gehucht. Buurgemeente Saint-Léonard kreeg even de naam Pont-de-Brique. Na die periode keerde men terug naar de oorspronkelijke namen.
Tussen 1803 en 1805 stationeerde Napoleon Bonaparte een leger in de omgeving van Boulogne, als voorbereiding voor een aanval op Engeland. Als zijn verblijfplaats koos Napoleon het Château de Pont-de-Briques  (op het grondgebied van buurgemeente Saint-Léonard).
In de jaren 1840 opende een spoorlijn van Amiens naar Boulogne-sur-Mer. Het tracé liep door de vallei van de Liane en op het grondgebied van de gemeente werd het station Pont-de-Briques geopend. De Carte de l'état-major uit het midden van de 19de eeuw toont reeds hoe de plaats Pont de Brique, vooral nog op het grondgebied van Saint-Léonard, veel omvangrijker was dan de kleine oude kern van Saint-Étienne.
Vanaf het midden van de 19de eeuw vestigden zich fabrieken nabij Audisque, Pont-de-Briques, en in de vallei van de Liane langs de nieuwe spoorlijn. De kern Pont-de-Briques groeide vanaf dan sterk verder uit, nu ook vooral op het grondgebied van Saint-Étienne. Onder meer het gehucht Audisque werd door de groeiende kern opgeslorpt. Op het eind van de 19de eeuw werd in Pont-de-Briques de Église Saint-Thérèse opgetrokken. Pont-de-Briques werd zo de hoofdkern van de gemeente.
De gemeente heette officieel nog Saint-Étienne, tot dit in 1937 officieel Saint-Étienne-au-Mont werd.

## Geografie

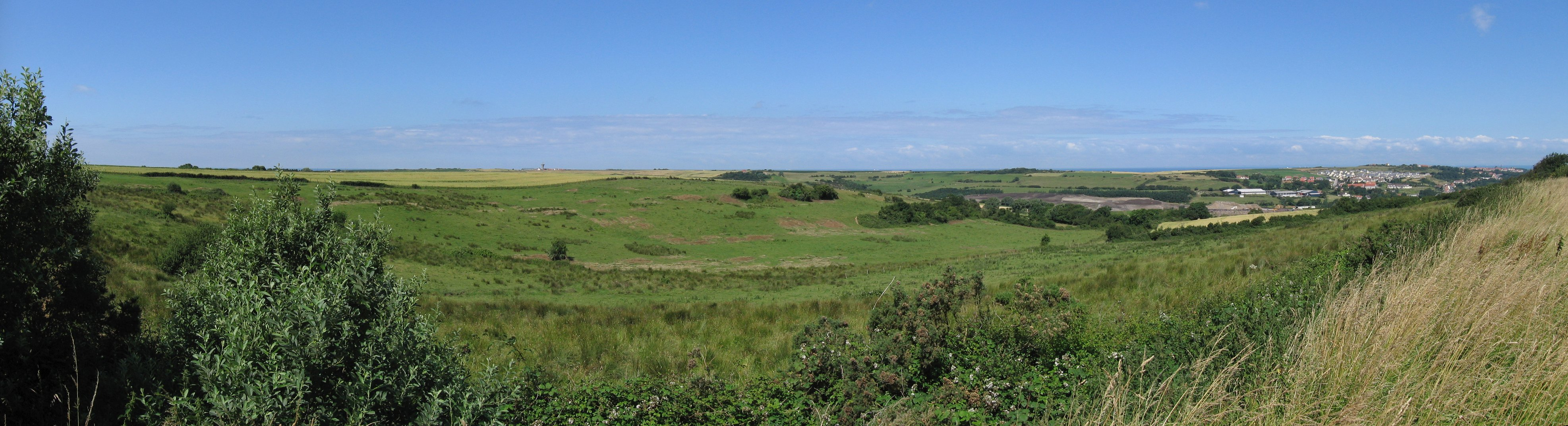
Het de panorama van Ecault-berg

De oppervlakte van Saint-Étienne-au-Mont bedroeg op 1 januari 2022 14,05 vierkante kilometer; de bevolkingsdichtheid was toen 359,5 inwoners per km². De hoogte varieert tussen 3 en 113 meter. 
De gemeente grenst in het noorden en oosten aan de rivier Liane.
De oorspronkelijk kern van de gemeente ligt op een hoogte, zo'n 110 meter hoog. De verstedelijkte kern Pont-de-Briques ligt in het oosten van de gemeente, in het dal van de Liane op zo'n 10 meter hoogte, op de grens met buurgemeenten Saint-Léonard en Isques. Het gehucht Écault ligt centraal, op de grens van het duinengebied. Een groot deel van de gemeente wordt in beslag genomen door het Forêt d'Écault, en ten westen daarvan liggen de Dunes d'Écault welke overgaan in zandstrand, gelegen aan de Opaalkust en Het Kanaal. In het oosten sluiten de natuurgebieden, op het grondgebied van Condette, aan bij het Réserve naturelle régionale du marais de Condette, een moerasgebied.

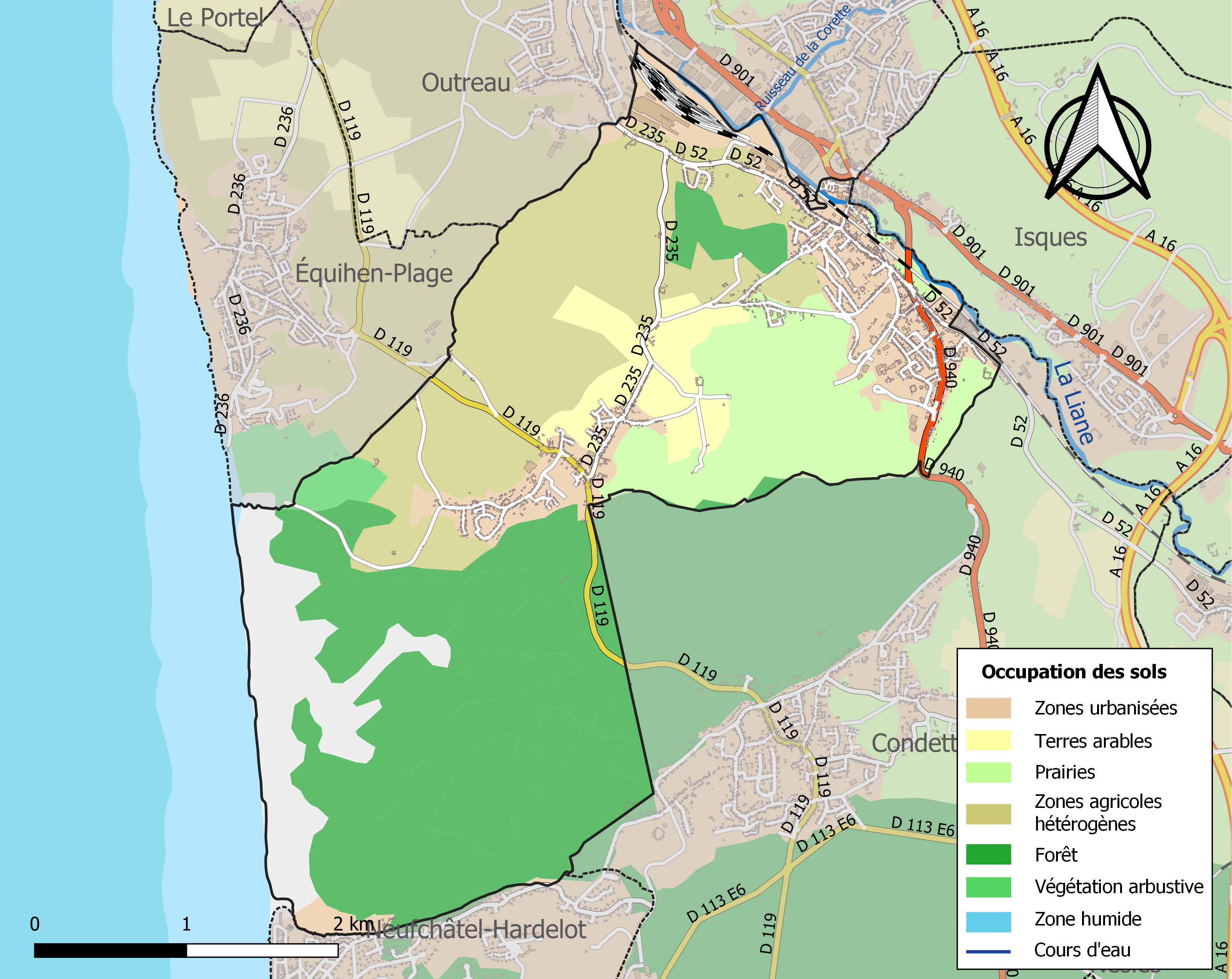
Kaart van de gemeente met belangrijkste infrastructuur, bodemgebruik en omliggende gemeenten

## Bezienswaardigheden
- De Sint-Theresiakerk (Église Sainte-Thérèse) in Pont-de-Briques
- De Sint-Stevenskerk (Église Saint-Étienne) van Écault, in de oude kern van Saint-Étienne
- Het Kasteel van Audisque
- Op de begraafplaats van Saint-Étienne-au-Mont bevindt zich een Brits militair perk uit de Eerste Wereldoorlog, met gesneuvelden uit het Chinese en Zuid-Afrikaanse arbeiderskorp
- De Chemin des Juifs

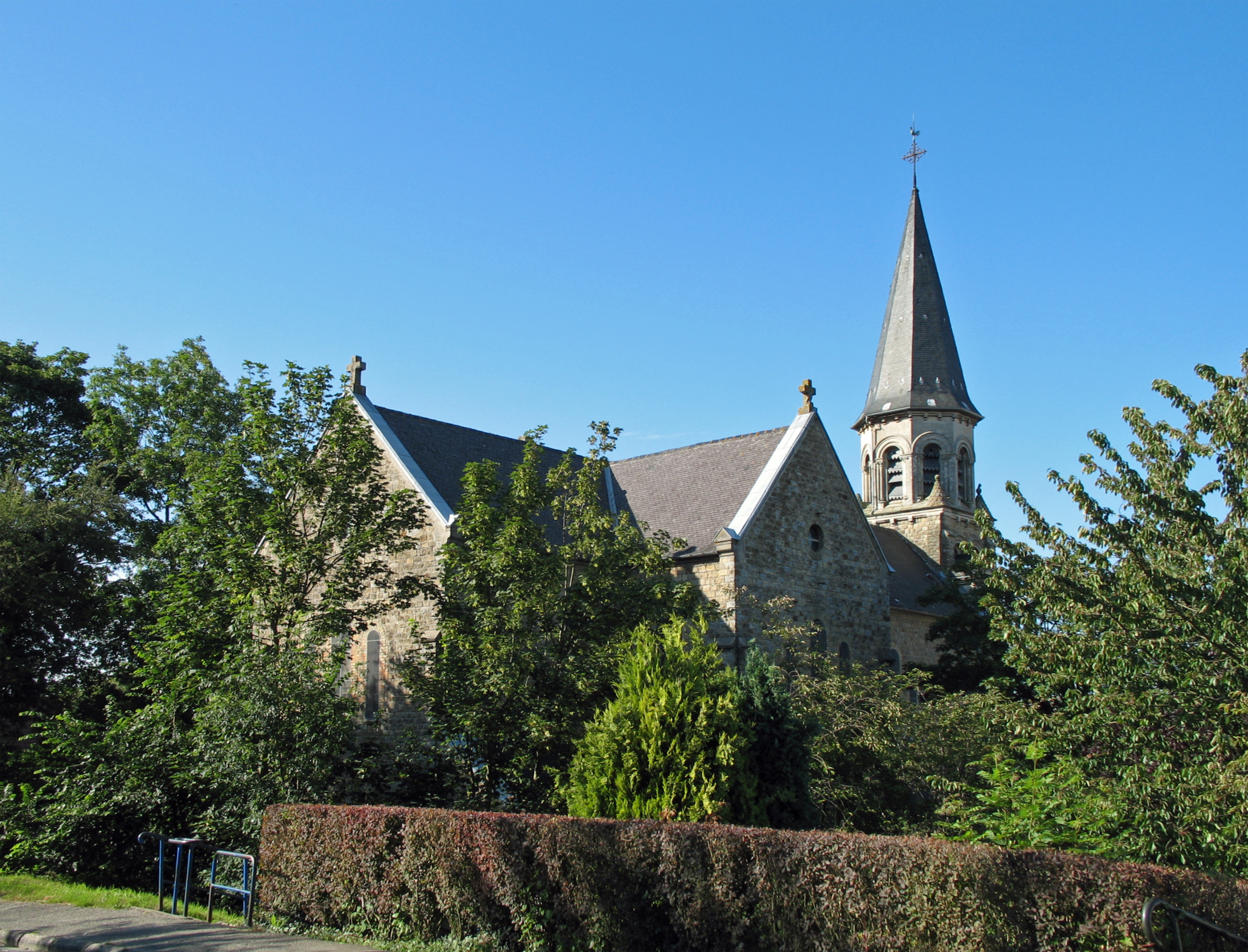
Église Sainte-Thérèse
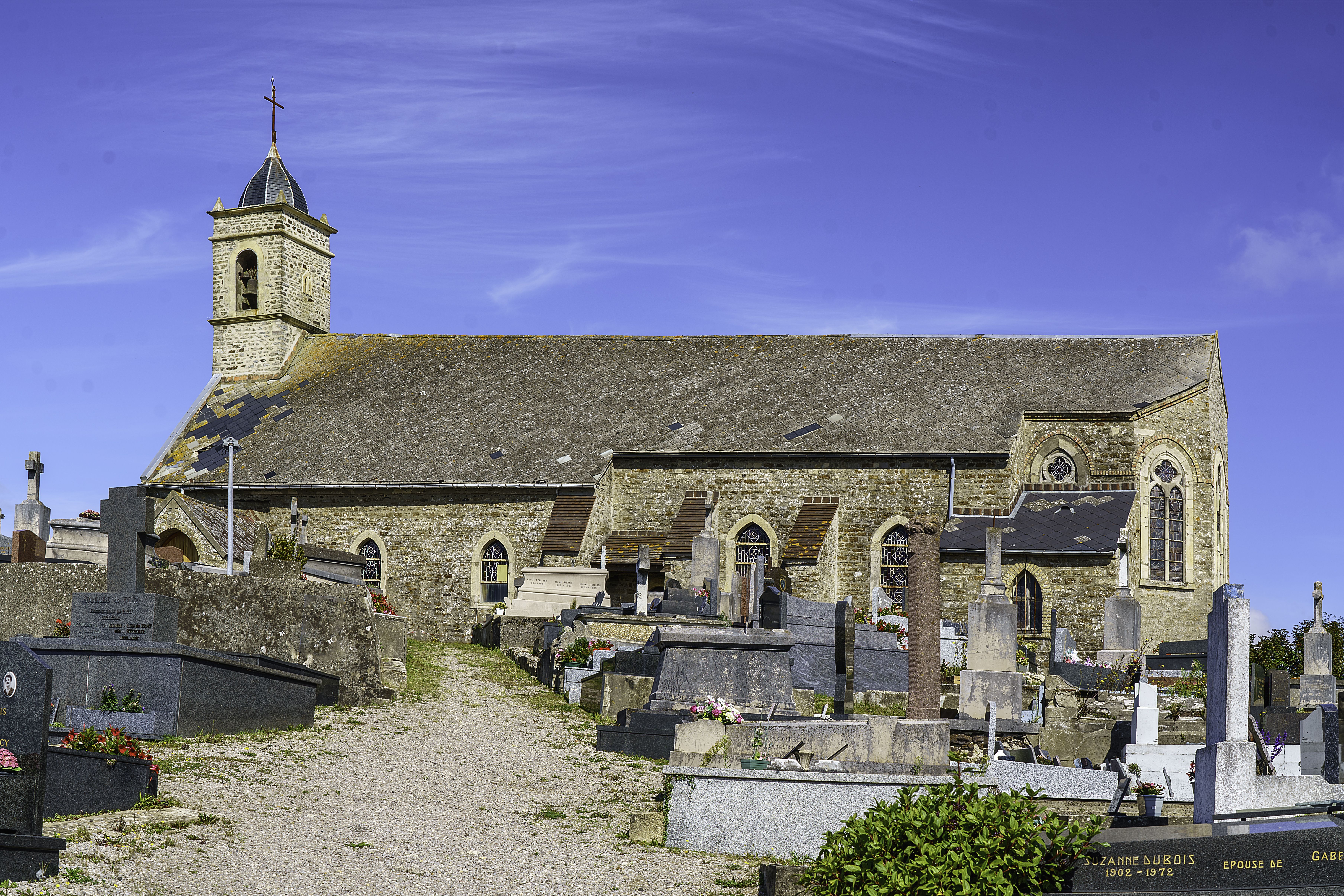
Église Saint-Étienne

## Verkeer en vervoer
In de gemeente ligt spoorwegstation Pont-de-Briques.

## Demografie
Onderstaande figuur toont het verloop van het inwonertal (bron: INSEE).

## Nabijgelegen kernen
Équihen-Plage, Saint-Léonard, Isques, Condette, Hardelot-Plage